# Ракитки (станция метро)
«Раки́тки» (проектное название до 2019 года — «Воскресенское») — отменённая на стадии проектирования станция Московского метрополитена на Троицкой линии. Планировалось, что она расположится в поселении Десёновское Новомосковского административного округа вдоль Калужского шоссе близ одноимённого СНТ на территории деревни Десна, по которому и получила своё название. Открытие станции было запланировано в составе участка «Новомосковская» — «Троицк» в 2025-2026 году. Согласно проекту, должна была быть сооружена как наземная крытая станция с одной островной платформой.
20 июля 2021 года постановлением мэра Москвы было утверждено наименование «Ракитки».

## Название
Своё первое проектное название «Воскресенское» станция получила по посёлку подсобного хозяйства «Воскресенское», находящемуся в отдалённости от места, где планировалось расположить станцию. Своё второе название получила по одноимённому СНТ на территории деревни Десна, а также кладбищу Ракитки. Кладбище и СНТ, в свою очередь, получили названия по деревне Ракитки, вошедшей в состав деревни Десна в начале XX века.

## История
В апреле 2015 года станция появилась на опубликованной НИиПИ Генплана Москвы схеме развития метро на дальнюю перспективу со сроком строительства до 2035 года под названием «Воскресенское».
В сентябре 2015 года была принята новая редакция адресной инвестиционной программы города Москвы, в которой были предусмотрены затраты на строительство и ввод в эксплуатацию участка линии метро от станции «Коммунарка» до станции «Десна» вместе со станцией «Воскресенское» в 2024 году.
20 августа 2019 года был утверждён проект планировки участка «Новомосковская» — «Троицк», в котором станция названа «Ракитки».
В утверждённом в июне 2023 года проекте первых четырёх станций линии метро от Коммунарки до Троицка станция уже отсутствовала. Вместо неё появилась в проекте станция Летово.